# Less Than Jake
Less Than Jake ist eine Ska-Punk-Band aus Gainesville, Florida, die 1992 von Vinnie Fiorello, Chris Demakes und Roger Manganelli gegründet wurde. Der ungewöhnliche Name stammt von der 80 Pfund schweren Bulldogge, die Fiorellos Eltern besaßen. Der Hund war den Eltern so wichtig, dass alles „less than Jake“ (dt.: weniger/unwichtiger als Jake) war. Posaunist Buddy Schaub spielte eine Zeit lang in der Band Goldfinger und der ehemalige Bassist Shaun Grief arbeitet heute als Roadie.

## Geschichte
Den Bonbons PEZ und den dazugehörigen Figuren zuliebe, erschien 1995 ihr Debütalbum Pezcore unter dem Musiklabel Asian Man Records. Nach dem Erfolg des Albums wurden sie von Capitol Records unter Vertrag genommen. Die Alben Losing Streak und Hello Rockview zählen Fans und Kritikern zufolge zu den besten Ska-Punk-Alben. Da sich die Band aber schlecht behandelt fühlte, wechselte sie zu Fat Mikes Independent-Label Fat Wreck Chords. Borders & Boundaries erschien 2000 und war ein voller Erfolg. Zu dem auf dem Album Hello Rockview enthaltenen Song All My Best Friends Are Metalheads wurde ein Video produziert, das Heavy Metal Parking Lot parodiert.
Nach nur einer Platte bei Fat Wreck wechselten sie mit Sire Records wieder zu einem Major, wo 2003 Anthem erschien und drei Jahre später auch In With The Out Crowd. Bei dieser Platte experimentierten sie auch ein wenig mit ihrem Sound, was von den meisten Fans aber nicht angenommen wurde. Mark Hoppus von der Band blink-182 schrieb für Less Than Jake den Song "The Rest of my Life".
Im April 2006 traten Less Than Jake zusammen mit den Dropkick Murphys an verschiedenen Orten in Europa wie beispielsweise Berlin, Hamburg, Bielefeld, Köln, Saarbrücken (ohne Dropkick Murphys), München, Meerhout (Groezrock) und Wien auf.
Im Sommer 2007 spielte die Band diverse Festivals wie das Greenfield Festival in Interlaken, das Mach1 Festival in Montabaur und das Southside-Festival in Neuhausen ob Eck. Im Anschluss machten sie sich an ihre neue Platte GNV FLA (eine Reverenz an ihre Heimatstadt Gainesville in Florida), die im Juni 2008 auf dem bandeigenen Label Sleep it Off Records erschien. Musikalisch kehrten sie damit wieder mehr zu ihren Wurzeln zurück. Außerdem traten sie 2008 auf dem Area4, dem Highfield und als Vorband beim "Jäzzfest" der Ärzte in Übersee auf.
Im Sommer 2017 traten sie auf dem Chiemsee-Summer-Festival in Übersee am Chiemsee und 2019 beim Stemweder Open Air auf.
Das neunte Studioalbum Silver Linings wurde am 11. Dezember 2020 veröffentlicht.

## Diskografie

### Alben
| Jahr | Titel                 | Höchstplatzierung, Gesamtwochen, AuszeichnungChartplatzierungen (Jahr, Titel, Platzierungen, Wochen, Auszeichnungen, Anmerkungen) | Höchstplatzierung, Gesamtwochen, AuszeichnungChartplatzierungen (Jahr, Titel, Platzierungen, Wochen, Auszeichnungen, Anmerkungen) | Anmerkungen          |
| Jahr | Titel                 | UK | US | Anmerkungen          |
| ---- | --------------------- | --- | --- | -------------------- |
| 1998 | Hello Rockview        | UK89 Silber · (1 Wo.)UK | US80 (3 Wo.)US | Capitol Records      |
| 2000 | Borders & Boundaries  | UK99 (1 Wo.)UK | US103 (1 Wo.)US | Fat Wreck Chords     |
| 2003 | Anthem                | UK37 (2 Wo.)UK | US45 (12 Wo.)US | Sire Records         |
| 2006 | In with the Out Crowd | UK55 (1 Wo.)UK | US78 (2 Wo.)US | Sire Records         |
| 2008 | GNV FLA               | — | US61 (2 Wo.)US | Sleep It Off Records |
| 2013 | See the Light         | — | US154 (1 Wo.)US | Fat Wreck Chords     |
| 2020 | Silver Linings        | — | — | Pure Noise Records   |

Weitere Veröffentlichungen
- 1995: Pezcore (Dill)

- 1996: Losing Streak (Capitol)

### EPs
- 1995: Making Fun of Things You Don’t Understand
- 1997: Greased
- 1999: Pesto
- 2005: B Is for B-Sides (Remixed)
- 2007: Absolution for Idiots and Addicts
- 2010: TV/EP
- 2011: Greetings from Less Than Jake
- 2012: Seasons Greetings from Less Than Jake
- 2012: Sound the Alarm

### Livealben
- 1999: Bootleg a Bootleg, You Cut Out the Middleman
- 1999: Live from Uranus
- 2003: Live at the Apple Store
- 2011: Losing Streak: Live
- 2011: Hello Rockview: Live
- 2016: Live from Astoria

### Kompilationen
| Jahr | Titel            | Höchstplatzierung, Gesamtwochen, AuszeichnungChartplatzierungen (Jahr, Titel, Platzierungen, Wochen, Auszeichnungen, Anmerkungen) | Höchstplatzierung, Gesamtwochen, AuszeichnungChartplatzierungen (Jahr, Titel, Platzierungen, Wochen, Auszeichnungen, Anmerkungen) | Anmerkungen  |
| Jahr | Titel            | UK | US | Anmerkungen  |
| ---- | ---------------- | --- | --- | ------------ |
| 2004 | B Is for B-Sides | — | US157 (1 Wo.)US | Sire Records |

Weitere Veröffentlichungen
- 1995: Losers, Kings, and Things We Don’t Understand
- 1999: The Pez Collection
- 2002: Goodbye Blue and White
- 2012: Greetings & Salutations from Less Than Jake

### Demos
- 1992: Four Songs Demo
- 1992: Freebie Demo

### Singles
| Jahr | Titel Album                                       | Höchstplatzierung, Gesamtwochen, AuszeichnungChartplatzierungen (Jahr, Titel, Album, Platzierungen, Wochen, Auszeichnungen, Anmerkungen) | Höchstplatzierung, Gesamtwochen, AuszeichnungChartplatzierungen (Jahr, Titel, Album, Platzierungen, Wochen, Auszeichnungen, Anmerkungen) | Anmerkungen |
| Jahr | Titel Album                                       | UK | US | Anmerkungen |
| ---- | ------------------------------------------------- | --- | --- | ----------- |
| 2000 | All My Best Friends Are Metalheads Hello Rockview | UK51 (2 Wo.)UK | — |             |
| 2001 | Gainesville Rock City Borders & Boundaries        | UK57 (2 Wo.)UK | — |             |
| 2003 | She’s Gonna Break Soon Anthem                     | UK39 (2 Wo.)UK | — |             |
| 2003 | The Science of Selling Yourself Short Anthem      | UK78 (1 Wo.)UK | — |             |
| 2006 | Overrated (Everything Is) In with the Out Crowd   | UK61 (1 Wo.)UK | — |             |
| 2006 | The Rest of My Life In with the Out Crowd         | UK77 (1 Wo.)UK | — |             |
| 2006 | P.S. Shock the World In with the Out Crowd        | UK96 (1 Wo.)UK | — |             |

Weitere Veröffentlichungen
- 1997: Automatic
- 1997: Dopeman
- 1997: Howie J. Reynolds
- 1998: History of a Boring Town
- 2003: Surrender
- 2008: Does the Lion City Still Roar?
- 2008: Abandon Ship
- 2014: My Money Is on the Long Shot
- 2014: Do the Math

### Soundtracks
- 1998: Street Skater
  - Sugar in Your Gas Tank (Losing Streak)
  - All My Best Friends Are Metalheads (Hello Rockview)
- 2002: Tony Hawk’s Pro Skater 4
  - All My Best Friends Are Metalheads (Hello Rockview)
- 2004: Tony Hawk’s Underground 2
  - That’s Why They Call It a Union (Anthem)

### Videoalben
- 2002: Avant Tarde
- 2004: The People’s History of Less Than Jake
- 2011: Anthology